# Поромов
Поро́мов (укр. Поромів) — село во Владимирском районе Волынской области Украины. Административный центр Поромовской сельской общины.
До 2020 года входило в Иваничевский район.
Код КОАТУУ — 0721184401. Население по переписи 2022 года составляет 839 человек. Почтовый индекс — 45311. Телефонный код — 3372. Занимает площадь 17,2 км².
К западу от села находится общезоологический заказник местного значения «Прибужье».